# Мариинка (Омская область)
Мариинка — деревня в Называевском районе Омской области. В составе Мангутского сельского поселения.

## История
Основана в 1897 г. В 1928 г. поселок Мариинский состоял из 66 хозяйств, основное население — украинцы. В составе Бузанского сельсовета Называевского района Омского округа Сибирского края.

## Население
| 1926 | 2002 | 2010 |
| ---- | ---- | ---- |
| 349  | ↘16  | ↘10  |